# Guapimirim
Guapimirim is een gemeente in de Braziliaanse deelstaat Rio de Janeiro. De gemeente telt 50.049 inwoners (schatting 2009).